# Джаявіра Бандара
Джаявіра Бандара (*д/н — 1552) — 2-й магараджа Канді у 1511—1552 роках. Відомий також як Джаявіра Астана. Тривалий час намагався стати гегемоном Цейлону.

## Життєпис
Походив з олодшої гілки династії Сірі Сангабо. Син магараджи Сенасаммати Вікрамабаху. Одружився з представницею знатної родини Кіравелл. Посів трон 1511 року. Десь у 1510-х роках надав допомогу синам Віджаябаху VII — Бгуванайкабаху, Майдуне і Раїгам-Бандарі, які можливо доводилися Джаявірі небожами. Останні 1521 року розділили батьківські володіння. 1522 року магараджа Канді укладає союз з Португалією, дозволивши торгівлю та допустивши католицьких місіонерів. Натомість домігся військової допомоги проти Майдуне. Але проти португальців діяв Паракрамабаху IX, магараджа Котте, що не дозволило Джаявірі Бандарі досягти бажаного. Втім поступово магараджа Канді розширив свою територію, завоювавши частину Параджасінхе і Котте
1528 року Бгуванайкабаху став магараджею Котте. Наслідком цього стала війна між Котте, Сітавака й Параджасінхе (там панували Майдуне і Раїгам-Бандара відповідно) та Канді. Спочатку Джаявіра Бандара боровся переважно проти Майдуне, оскільки той мав невеличкі володіння. Втім не досяг результату. У кампанії 1545—1546 років магараджа Канді завдав поразки Майдуне, правителю Сітавака, внаслідок чого останній вимушений був сплатити значні кошти. Спроби в перемовини втрутитися португальців Джаявіра відкинув. Це стало причиною конфлікту. Того ж року португальсько-коттеські війська (жо них також долучився Маядуне) завдали поразки 40-тисячній кандійській армії. Проте Джаявіра Бандара уклав таємний договір з Бгуванайкабаху VII, маграджею Котте, за яким видав свою доньку за онука і спадкоємця останнього — Дгармапалу. З огляду на це 1547 року завдав поразки португальцям, що втратили союзника.
У січні 1551 року новий віцекороль Афонсу де Норонья відправив проти нього загін на чолі із Жоржі де Каштру, якому Джаявіра Бандара завдав рішучої поразки. Втім 1552 року магарджу було повалено старшим сином Караліядде Бандара, оскільки вирішив передати трон синові (ім'я невідоме) від другого шлюбу з представницею роду Гампола. Джаявіра Бандара втік до Сітаваки, де невдовзі помер.